# Agonia (Dødskampen)
Agonia (Dødskampen) (russisk: Агония) er en sovjetisk spillefilm fra 1981 af Elem Klimov.

## Medvirkende
- Aleksej Petrenko som Grigorij Rasputin
- Anatolij Romasjin som Nikolaj II
- Velta Līne som Alexandra Feodorovna
- Alisa Freindlich som Anna Vyrubova
- Aleksandr Romantsov som Felix Jusupov